# Liborka
Liborka je zaniklá usedlost v Praze 6-Břevnově v ulici U Dvora v bývalé osadě Tejnka, ve které měla č.p. 13.

## Historie
V místech Liborky a nedaleké Závěrky se v 15. století rozkládaly vinice Žejdlovka a Jana Tykance. Kolem roku 1650 byla v majetku Liboria Ubelliho, od roku 1715 ji vlastnila Metropolitní kapitula v Praze a po ní od roku 1756 břevnovský klášter. Klášter později usedlost prodal a jeho pozůstatky jsou patrné v ulici U Dvora.

### Kaple svatého Libora
Liborius Ubell při usedlosti postavil kapli svatého Libora. Břevnovský klášter ji zrušil ještě před prodejem dvora. Obraz svatého Libora z kaple přemístil břevnovský opat do kláštera, kde dlouho visel v jeho pokoji.